# Chuột lang nhà
Chuột lang nhà (tên khoa học Cavia porcellus, tiếng Anh: guinea pig), còn gọi là bọ ú, là một loài thuộc bộ Gặm nhấm, họ Chuột lang. Mặc dù trong tiếng Anh chúng có tên thông thường là "Guinea pig" ("lợn guinea") nhưng chúng không thuộc họ Lợn và cũng không có nguồn gốc từ Guinea mà chúng đến từ dãy núi Andes. Các nghiên cứu sớm nhất dựa trên sinh hóa và lai giống chỉ ra rằng chúng là hậu duệ đã được thuần hóa của các loài có quan hệ gần gũi trong phân họ Chuột lang như Cavia aperea, C. fulgida, hay C. tschudii, vậy nên, chúng không tồn tại trong tự nhiên.

## Tên
Tên khoa học của loài này là Cavia porcellus, với porcellus Là tiếng Latin nghĩa là "lợn nhỏ", Cavia là tiếng Latin Mới, nó có nguồn gốc từ cabiai, tên của con vật trong ngôn ngữ của bộ tộc Galibi có nguồn gốc từ Guiana thuộc Pháp. Cabiai có lẽ là sự thích nghi của çavia trong tiếng Bồ Đào Nha (nay savia), chính nó được suy ra từ chữ saujá, nghĩa là chuột. Chuột lang được gọi là quwi hay jaca trong tiếng Quechua và cuy hay cuyo (số nhiều cuyes, cuyos) trong tiếng Tây Ban Nha ở Ecuador, Peru, và Bolivia. Người nuôi sinh sản "cavy" thường dùng nhiều hơn để miêu tả con vật, trong khi những nhà khoa học và phòng thí nghiệm thường dùng "guinea pig".
Làm sao con vật lại bị gọi là "pig (lợn)" là không rõ ràng. Chúng có cấu tạo hơi giống lợn, với một cái đầu lớn cân xứng với cơ thể của nó, cổ mập và mông tròn không có đuôi; một vài tiếng kêu chúng phát ra rất giống như chúng được tạo ra bởi lợn, và chúng cũng dành nhiều thời gian cho việc ăn.
Tên của con vật mang ý nghĩa lợn trong nhiều ngôn ngữ châu Âu. Từ tiếng Đức cho chúng là Meerschweinchen, nghĩa là "lợn con biển", đã được dịch sang tiếng Ba Lan như świnka morska, tiếng Hungary như tengerimalac và tiếng Nga như морская свинка. Thuật ngữ tiếng Pháp là Cochon d'Inde (lợn Ấn Độ) hoặc cobaye; tiếng Hà Lan gọi nó Guinees biggetje (lợn con Guinea) hoặc Cavia (trong khi ở một số tiếng địa phương Hà Lan nó được gọi là chuột Spaanse). Người Trung Quốc gọi chúng là lợn Hà Lan (荷兰猪, hélánzhū). Trong tiếng Nhật Bản, chuột lang là "モルモット" (morumotto), xuất phát từ tên của một loài gặm nhấm ở núi, marmot.

## Đặc điểm

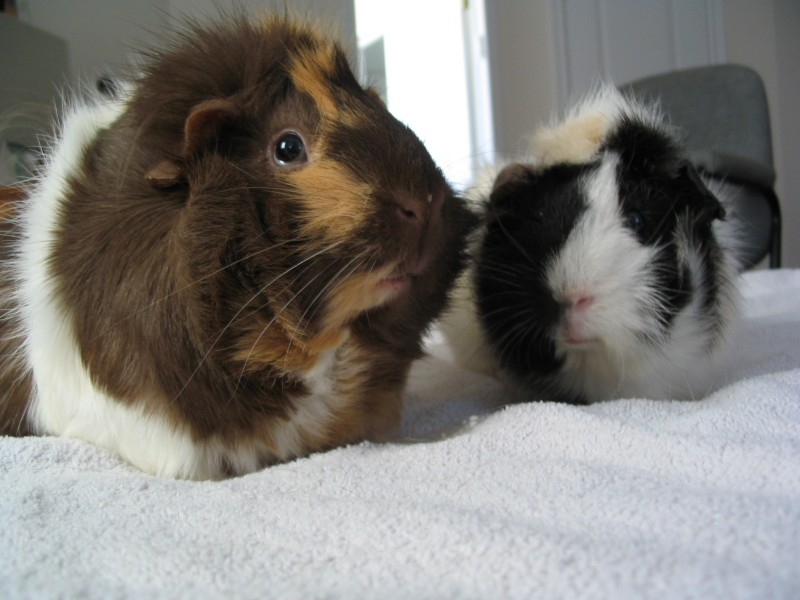
Hai con chuột lang Abyssinian khác màu

Chuột lang là gặm nhấm lớn, có trọng lượng từ 700 đến 1200 g (1,5-1,2 kg), và chiều dài từ 20 đến 25 cm (8-10 inch). Mắt của chúng có thể thấy hầu hết các màu. Tai của chúng rất nhạy, có thể nghe các âm thanh nhỏ. Lông có hai lớp để giữ ấm cơ thể. Nó thường sống trung bình bốn đến năm năm, nhưng có thể sống lâu đến tám năm. Theo Sách Kỷ lục Guinness 2006, con chuột lang sống lâu nhất sống sót 14 năm, 10,5 tháng.

## Lịch sử
Trong những năm 1990, một quan điểm khoa học thiểu số nổi lên đề xuất rằng caviomorpha như chuột lang, chinchilla và octodon degus không phải gặm nhấm và cần được phân loại lại như một bộ động vật có vú riêng biệt (tương tự như lagomorpha). Nghiên cứu tiếp theo sử dụng lấy mẫu rộng hơn đã phục hồi sự đồng thuận giữa các nhà sinh học động vật có vú mà việc phân loại hiện tại của động vật gặm nhấm như đơn ngành là hợp lý.

## Môi trường tự nhiên
Cavia porcellus không được tìm thấy trong tự nhiên hoang dã, nó có khả năng hậu duệ từ một số loài liên quan chặt chẽ tới các loài cavia khác, chẳng hạn như Cavia aperea, Cavia fulgida, và Cavia tschudii, vẫn thường thấy trong các khu vực khác nhau của Nam Mỹ. Một số loài chuột lang xác định vào thế kỷ 20, chẳng hạn như Cavia anolaimae và Cavia guianae, có thể là chuột lang nhà trở nên hoang dã bằng cách trở về thiên nhiên. Chuột lang được tìm thấy trên đồng cỏ và chiếm môi trường sinh thái thích hợp tương tự như của bò.